# Ampsin
 (décembre 2022).
Si vous disposez d'ouvrages ou d'articles de référence ou si vous connaissez des sites web de qualité traitant du thème abordé ici, merci de compléter l'article en donnant les références utiles à sa vérifiabilité et en les liant à la section « Notes et références ».
Ampsin (en wallon Am'sin) est une section de la commune belge d'Amay, située en Wallonie dans la province de Liège.
C'était une commune à part entière avant la fusion des communes de 1977.

## Géographie
Lieux-dits du village : Bende, Fawé, Hasquette, Henrotia, Hèye, Hutimont, Jouette, Loyable, Ry de Mer, Sart, Sartage, Taverne à Meuse, Thier Poncelet, Vinâve, Waloppe.

## Démographie
- Sources:INS, Rem:1831 jusqu'en 1970=recensements, 1976= nombre d'habitants au 31 décembre

## Patrimoine et culture

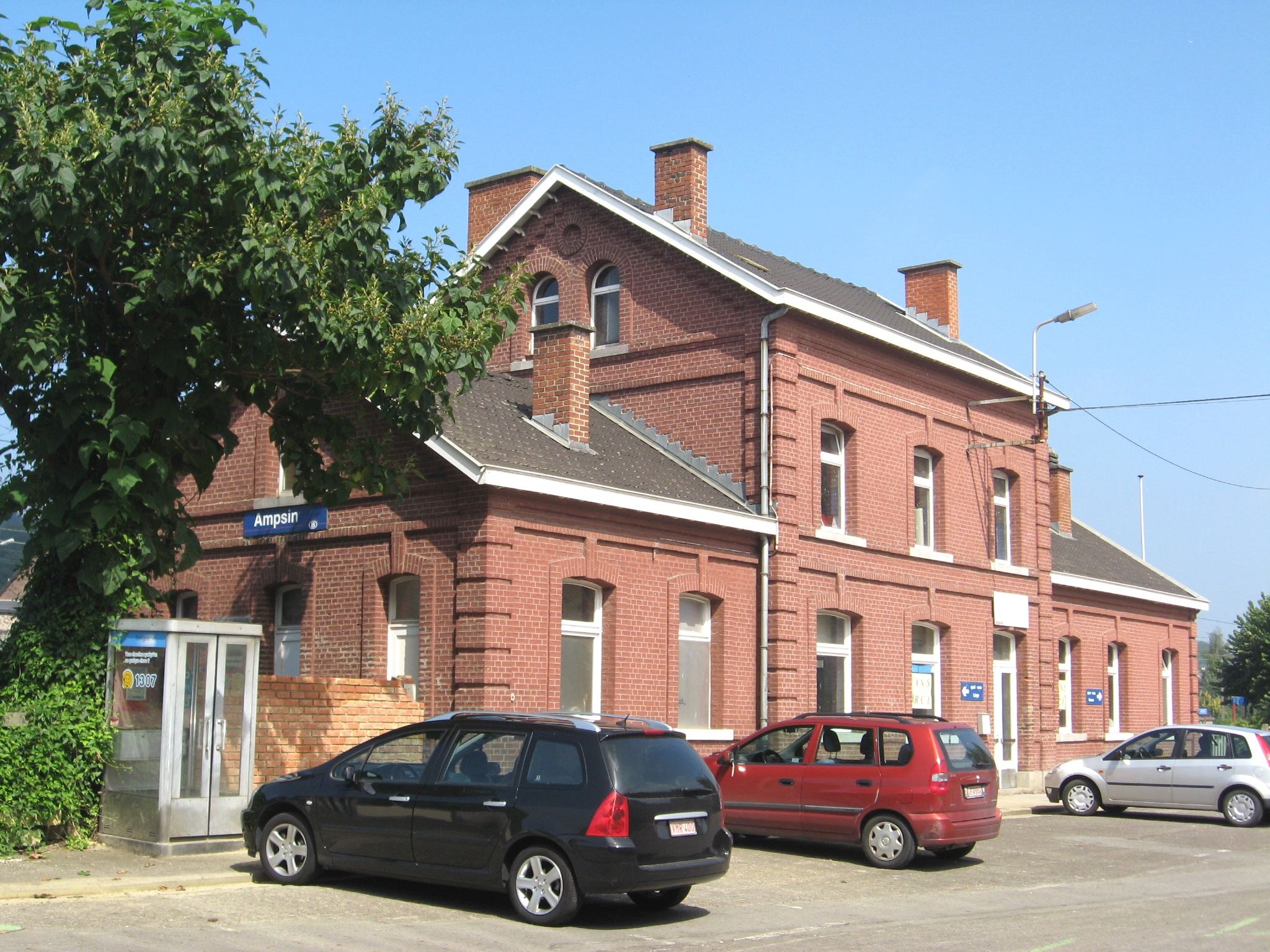
La Gare
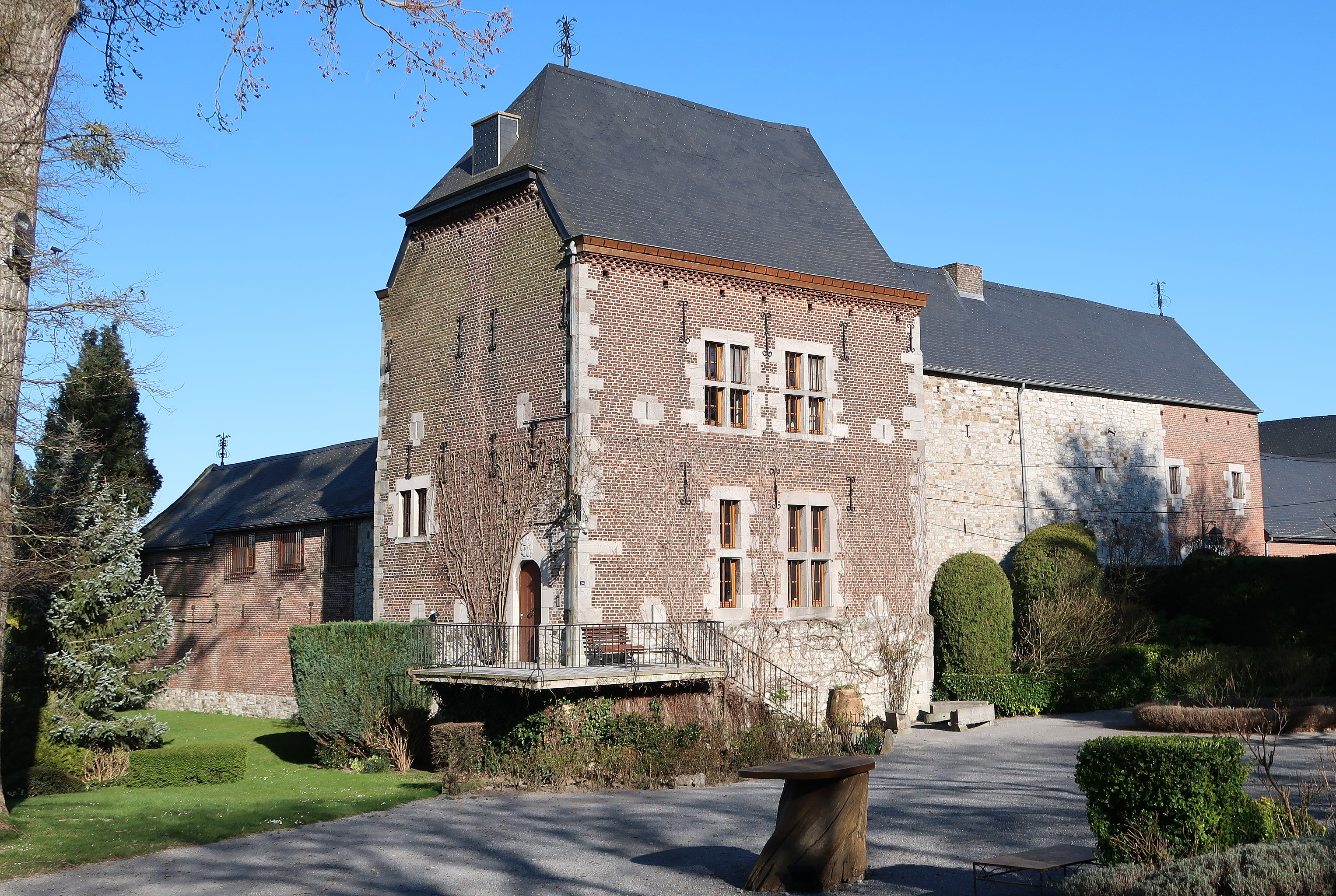
Château-ferme du Sart